# 阿武美和
阿武　美和（あんの みわ、1973年4月5日 -）は、山口県阿武郡福栄村出身の日本の柔道家。現役時代は56kg級の選手。身長158cm。妹の阿武教子は2004年アテネオリンピック柔道の78kg級チャンピオン。現姓は澤田。

## 人物
幼少の頃に萩道場で柔道を始めて、2歳年上の兄である貴宏や3歳年下の妹である教子とともに全国各地の小学生大会で活躍していた。福川中学2年の時には無差別の全日本選手権に出場するが、3回戦で日体大3年の持田典子に内股で敗れた。強化選手選考会では2位となり、中学2年ながら福岡国際に出場すると、初戦で前年の世界チャンピオンであるイギリスのアン・ヒューズ、準決勝で世界チャンピオンであるフランスのカトリーヌ・アルノーをそれぞれ破る健闘を見せるが、決勝で韓国の鄭善溶に効果を取られて敗れた。中学3年の時には体重別決勝で松本松南高校2年の泉香澄を破って優勝を飾った。萩高校に進むと、1年の時には全日本選手権の準決勝でミキハウスの田辺陽子に横四方固で敗れるが、56kg級の選手ながら16歳にして3位となった。北京で開催された環太平洋柔道選手権大会では、ソウルオリンピック(公開競技)で優勝したオーストラリアのスザンヌ・ウイリアムスを判定で破って国際大会初優勝を飾った。体重別では昭和学院短大2年の川村さおりを有効で破って2連覇を飾り、世界選手権代表に選ばれた。無差別で争われる金鷲旗では決勝まで進むが、1階級上の61kg級の選手である夙川学院高校3年の赤堀和子に判定で敗れて2位にとどまった。世界選手権では初戦で鄭善溶に場外注意で敗れた。1990年には世界ジュニアに出場するが初戦で韓国の曹敏仙の横四方固で敗れると、敗者復活戦でもスペインのイサベル・フェルナンデスの小内刈で技ありを取られて敗れた。その後はケガなどもあって思うような成績を残せず、高校卒業後は警視庁所属となり階級も66kg級に上げるがこれといった活躍は見られなかった。

## 主な戦績
- 1987年　- 強化選手選考会　2位
- 1987年　- 福岡国際　2位
- 1988年　- 強化選手選考会　2位
- 1988年　- 体重別　優勝
- 1989年　- 体重別　優勝
- 1989年　- 環太平洋柔道選手権大会　優勝
- 1989年　- 金鷲旗 2位

(出典、JudoInside.com)